# Jezioro Kaczkowskie
Jezioro Kaczkowskie – jezioro w woj. kujawsko-pomorskim, w pow. żnińskim, w gminie Żnin między Kaczkówkiem, a Kaczkowem. 

## Charakterystyka
Jezioro jest otoczone od południa i północnego wschodu lasami, a od zachodu, północy i południowego wschodu obszarami rolniczymi. Jezioro leży na terenie Pojezierza Chodzieskiego.

## Dane morfometryczne
Powierzchnia zwierciadła wody według różnych źródeł wynosi od 31,0 ha do 36,6 ha. Zwierciadło wody położone jest na wysokości 94,0 m n.p.m. lub 95,0 m n.p.m. Średnia głębokość jeziora wynosi 6,0 m, natomiast głębokość maksymalna 9,9 m.